# 1460
Portal Geschichte | Portal Biografien | Aktuelle Ereignisse | Jahreskalender | Tagesartikel

◄ |
14. Jahrhundert |
15. Jahrhundert
| 16. Jahrhundert | ►

◄ |
1430er |
1440er |
1450er |
1460er
| 1470er | 1480er | 1490er | ►

◄◄ |
◄ |
1456 |
1457 |
1458 |
1459 |
1460
| 1461 | 1462 | 1463 | 1464 | ► | ►►
Staatsoberhäupter  · Nekrolog
| Januar | Januar | Januar | Januar | Januar | Januar | Januar | Januar |
| Kw     | Mo     | Di     | Mi     | Do     | Fr     | Sa     | So     |
| ------ | ------ | ------ | ------ | ------ | ------ | ------ | ------ |
| 1      |        | 1      | 2      | 3      | 4      | 5      | 6      |
| 2      | 7      | 8      | 9      | 10     | 11     | 12     | 13     |
| 3      | 14     | 15     | 16     | 17     | 18     | 19     | 20     |
| 4      | 21     | 22     | 23     | 24     | 25     | 26     | 27     |
| 5      | 28     | 29     | 30     | 31     |        |        |        |

| Februar | Februar | Februar | Februar | Februar | Februar | Februar | Februar |
| Kw      | Mo      | Di      | Mi      | Do      | Fr      | Sa      | So      |
| ------- | ------- | ------- | ------- | ------- | ------- | ------- | ------- |
| 5       |         |         |         |         | 1       | 2       | 3       |
| 6       | 4       | 5       | 6       | 7       | 8       | 9       | 10      |
| 7       | 11      | 12      | 13      | 14      | 15      | 16      | 17      |
| 8       | 18      | 19      | 20      | 21      | 22      | 23      | 24      |
| 9       | 25      | 26      | 27      | 28      | 29      |         |         |

| März | März | März | März | März | März | März | März |
| Kw   | Mo   | Di   | Mi   | Do   | Fr   | Sa   | So   |
| ---- | ---- | ---- | ---- | ---- | ---- | ---- | ---- |
| 9    |      |      |      |      |      | 1    | 2    |
| 10   | 3    | 4    | 5    | 6    | 7    | 8    | 9    |
| 11   | 10   | 11   | 12   | 13   | 14   | 15   | 16   |
| 12   | 17   | 18   | 19   | 20   | 21   | 22   | 23   |
| 13   | 24   | 25   | 26   | 27   | 28   | 29   | 30   |
| 14   | 31   |      |      |      |      |      |      |

| April | April | April | April | April | April | April | April |
| Kw    | Mo    | Di    | Mi    | Do    | Fr    | Sa    | So    |
| ----- | ----- | ----- | ----- | ----- | ----- | ----- | ----- |
| 14    |       | 1     | 2     | 3     | 4     | 5     | 6     |
| 15    | 7     | 8     | 9     | 10    | 11    | 12    | 13    |
| 16    | 14    | 15    | 16    | 17    | 18    | 19    | 20    |
| 17    | 21    | 22    | 23    | 24    | 25    | 26    | 27    |
| 18    | 28    | 29    | 30    |       |       |       |       |

| Mai | Mai | Mai | Mai | Mai | Mai | Mai | Mai |
| Kw  | Mo  | Di  | Mi  | Do  | Fr  | Sa  | So  |
| --- | --- | --- | --- | --- | --- | --- | --- |
| 18  |     |     |     | 1   | 2   | 3   | 4   |
| 19  | 5   | 6   | 7   | 8   | 9   | 10  | 11  |
| 20  | 12  | 13  | 14  | 15  | 16  | 17  | 18  |
| 21  | 19  | 20  | 21  | 22  | 23  | 24  | 25  |
| 22  | 26  | 27  | 28  | 29  | 30  | 31  |     |

| Juni | Juni | Juni | Juni | Juni | Juni | Juni | Juni |
| Kw   | Mo   | Di   | Mi   | Do   | Fr   | Sa   | So   |
| ---- | ---- | ---- | ---- | ---- | ---- | ---- | ---- |
| 22   |      |      |      |      |      |      | 1    |
| 23   | 2    | 3    | 4    | 5    | 6    | 7    | 8    |
| 24   | 9    | 10   | 11   | 12   | 13   | 14   | 15   |
| 25   | 16   | 17   | 18   | 19   | 20   | 21   | 22   |
| 26   | 23   | 24   | 25   | 26   | 27   | 28   | 29   |
| 27   | 30   |      |      |      |      |      |      |

| Juli | Juli | Juli | Juli | Juli | Juli | Juli | Juli |
| Kw   | Mo   | Di   | Mi   | Do   | Fr   | Sa   | So   |
| ---- | ---- | ---- | ---- | ---- | ---- | ---- | ---- |
| 27   |      | 1    | 2    | 3    | 4    | 5    | 6    |
| 28   | 7    | 8    | 9    | 10   | 11   | 12   | 13   |
| 29   | 14   | 15   | 16   | 17   | 18   | 19   | 20   |
| 30   | 21   | 22   | 23   | 24   | 25   | 26   | 27   |
| 31   | 28   | 29   | 30   | 31   |      |      |      |

| August | August | August | August | August | August | August | August |
| Kw     | Mo     | Di     | Mi     | Do     | Fr     | Sa     | So     |
| ------ | ------ | ------ | ------ | ------ | ------ | ------ | ------ |
| 31     |        |        |        |        | 1      | 2      | 3      |
| 32     | 4      | 5      | 6      | 7      | 8      | 9      | 10     |
| 33     | 11     | 12     | 13     | 14     | 15     | 16     | 17     |
| 34     | 18     | 19     | 20     | 21     | 22     | 23     | 24     |
| 35     | 25     | 26     | 27     | 28     | 29     | 30     | 31     |

| September | September | September | September | September | September | September | September |
| Kw        | Mo        | Di        | Mi        | Do        | Fr        | Sa        | So        |
| --------- | --------- | --------- | --------- | --------- | --------- | --------- | --------- |
| 36        | 1         | 2         | 3         | 4         | 5         | 6         | 7         |
| 37        | 8         | 9         | 10        | 11        | 12        | 13        | 14        |
| 38        | 15        | 16        | 17        | 18        | 19        | 20        | 21        |
| 39        | 22        | 23        | 24        | 25        | 26        | 27        | 28        |
| 40        | 29        | 30        |           |           |           |           |           |

| Oktober | Oktober | Oktober | Oktober | Oktober | Oktober | Oktober | Oktober |
| Kw      | Mo      | Di      | Mi      | Do      | Fr      | Sa      | So      |
| ------- | ------- | ------- | ------- | ------- | ------- | ------- | ------- |
| 40      |         |         | 1       | 2       | 3       | 4       | 5       |
| 41      | 6       | 7       | 8       | 9       | 10      | 11      | 12      |
| 42      | 13      | 14      | 15      | 16      | 17      | 18      | 19      |
| 43      | 20      | 21      | 22      | 23      | 24      | 25      | 26      |
| 44      | 27      | 28      | 29      | 30      | 31      |         |         |

| November | November | November | November | November | November | November | November |
| Kw       | Mo       | Di       | Mi       | Do       | Fr       | Sa       | So       |
| -------- | -------- | -------- | -------- | -------- | -------- | -------- | -------- |
| 44       |          |          |          |          |          | 1        | 2        |
| 45       | 3        | 4        | 5        | 6        | 7        | 8        | 9        |
| 46       | 10       | 11       | 12       | 13       | 14       | 15       | 16       |
| 47       | 17       | 18       | 19       | 20       | 21       | 22       | 23       |
| 48       | 24       | 25       | 26       | 27       | 28       | 29       | 30       |

| Dezember | Dezember | Dezember | Dezember | Dezember | Dezember | Dezember | Dezember |
| Kw       | Mo       | Di       | Mi       | Do       | Fr       | Sa       | So       |
| -------- | -------- | -------- | -------- | -------- | -------- | -------- | -------- |
| 49       | 1        | 2        | 3        | 4        | 5        | 6        | 7        |
| 50       | 8        | 9        | 10       | 11       | 12       | 13       | 14       |
| 51       | 15       | 16       | 17       | 18       | 19       | 20       | 21       |
| 52       | 22       | 23       | 24       | 25       | 26       | 27       | 28       |
| 1        | 29       | 30       | 31       |          |          |          |          |

| Januar | Januar | Januar | Januar | Januar | Januar | Januar | Januar |
| Kw     | Mo     | Di     | Mi     | Do     | Fr     | Sa     | So     |
| ------ | ------ | ------ | ------ | ------ | ------ | ------ | ------ |
| 1      |        | 1      | 2      | 3      | 4      | 5      | 6      |
| 2      | 7      | 8      | 9      | 10     | 11     | 12     | 13     |
| 3      | 14     | 15     | 16     | 17     | 18     | 19     | 20     |
| 4      | 21     | 22     | 23     | 24     | 25     | 26     | 27     |
| 5      | 28     | 29     | 30     | 31     |        |        |        |

| Februar | Februar | Februar | Februar | Februar | Februar | Februar | Februar |
| Kw      | Mo      | Di      | Mi      | Do      | Fr      | Sa      | So      |
| ------- | ------- | ------- | ------- | ------- | ------- | ------- | ------- |
| 5       |         |         |         |         | 1       | 2       | 3       |
| 6       | 4       | 5       | 6       | 7       | 8       | 9       | 10      |
| 7       | 11      | 12      | 13      | 14      | 15      | 16      | 17      |
| 8       | 18      | 19      | 20      | 21      | 22      | 23      | 24      |
| 9       | 25      | 26      | 27      | 28      | 29      |         |         |

| März | März | März | März | März | März | März | März |
| Kw   | Mo   | Di   | Mi   | Do   | Fr   | Sa   | So   |
| ---- | ---- | ---- | ---- | ---- | ---- | ---- | ---- |
| 9    |      |      |      |      |      | 1    | 2    |
| 10   | 3    | 4    | 5    | 6    | 7    | 8    | 9    |
| 11   | 10   | 11   | 12   | 13   | 14   | 15   | 16   |
| 12   | 17   | 18   | 19   | 20   | 21   | 22   | 23   |
| 13   | 24   | 25   | 26   | 27   | 28   | 29   | 30   |
| 14   | 31   |      |      |      |      |      |      |

| April | April | April | April | April | April | April | April |
| Kw    | Mo    | Di    | Mi    | Do    | Fr    | Sa    | So    |
| ----- | ----- | ----- | ----- | ----- | ----- | ----- | ----- |
| 14    |       | 1     | 2     | 3     | 4     | 5     | 6     |
| 15    | 7     | 8     | 9     | 10    | 11    | 12    | 13    |
| 16    | 14    | 15    | 16    | 17    | 18    | 19    | 20    |
| 17    | 21    | 22    | 23    | 24    | 25    | 26    | 27    |
| 18    | 28    | 29    | 30    |       |       |       |       |

| Mai | Mai | Mai | Mai | Mai | Mai | Mai | Mai |
| Kw  | Mo  | Di  | Mi  | Do  | Fr  | Sa  | So  |
| --- | --- | --- | --- | --- | --- | --- | --- |
| 18  |     |     |     | 1   | 2   | 3   | 4   |
| 19  | 5   | 6   | 7   | 8   | 9   | 10  | 11  |
| 20  | 12  | 13  | 14  | 15  | 16  | 17  | 18  |
| 21  | 19  | 20  | 21  | 22  | 23  | 24  | 25  |
| 22  | 26  | 27  | 28  | 29  | 30  | 31  |     |

| Juni | Juni | Juni | Juni | Juni | Juni | Juni | Juni |
| Kw   | Mo   | Di   | Mi   | Do   | Fr   | Sa   | So   |
| ---- | ---- | ---- | ---- | ---- | ---- | ---- | ---- |
| 22   |      |      |      |      |      |      | 1    |
| 23   | 2    | 3    | 4    | 5    | 6    | 7    | 8    |
| 24   | 9    | 10   | 11   | 12   | 13   | 14   | 15   |
| 25   | 16   | 17   | 18   | 19   | 20   | 21   | 22   |
| 26   | 23   | 24   | 25   | 26   | 27   | 28   | 29   |
| 27   | 30   |      |      |      |      |      |      |

| Juli | Juli | Juli | Juli | Juli | Juli | Juli | Juli |
| Kw   | Mo   | Di   | Mi   | Do   | Fr   | Sa   | So   |
| ---- | ---- | ---- | ---- | ---- | ---- | ---- | ---- |
| 27   |      | 1    | 2    | 3    | 4    | 5    | 6    |
| 28   | 7    | 8    | 9    | 10   | 11   | 12   | 13   |
| 29   | 14   | 15   | 16   | 17   | 18   | 19   | 20   |
| 30   | 21   | 22   | 23   | 24   | 25   | 26   | 27   |
| 31   | 28   | 29   | 30   | 31   |      |      |      |

| August | August | August | August | August | August | August | August |
| Kw     | Mo     | Di     | Mi     | Do     | Fr     | Sa     | So     |
| ------ | ------ | ------ | ------ | ------ | ------ | ------ | ------ |
| 31     |        |        |        |        | 1      | 2      | 3      |
| 32     | 4      | 5      | 6      | 7      | 8      | 9      | 10     |
| 33     | 11     | 12     | 13     | 14     | 15     | 16     | 17     |
| 34     | 18     | 19     | 20     | 21     | 22     | 23     | 24     |
| 35     | 25     | 26     | 27     | 28     | 29     | 30     | 31     |

| September | September | September | September | September | September | September | September |
| Kw        | Mo        | Di        | Mi        | Do        | Fr        | Sa        | So        |
| --------- | --------- | --------- | --------- | --------- | --------- | --------- | --------- |
| 36        | 1         | 2         | 3         | 4         | 5         | 6         | 7         |
| 37        | 8         | 9         | 10        | 11        | 12        | 13        | 14        |
| 38        | 15        | 16        | 17        | 18        | 19        | 20        | 21        |
| 39        | 22        | 23        | 24        | 25        | 26        | 27        | 28        |
| 40        | 29        | 30        |           |           |           |           |           |

| Oktober | Oktober | Oktober | Oktober | Oktober | Oktober | Oktober | Oktober |
| Kw      | Mo      | Di      | Mi      | Do      | Fr      | Sa      | So      |
| ------- | ------- | ------- | ------- | ------- | ------- | ------- | ------- |
| 40      |         |         | 1       | 2       | 3       | 4       | 5       |
| 41      | 6       | 7       | 8       | 9       | 10      | 11      | 12      |
| 42      | 13      | 14      | 15      | 16      | 17      | 18      | 19      |
| 43      | 20      | 21      | 22      | 23      | 24      | 25      | 26      |
| 44      | 27      | 28      | 29      | 30      | 31      |         |         |

| November | November | November | November | November | November | November | November |
| Kw       | Mo       | Di       | Mi       | Do       | Fr       | Sa       | So       |
| -------- | -------- | -------- | -------- | -------- | -------- | -------- | -------- |
| 44       |          |          |          |          |          | 1        | 2        |
| 45       | 3        | 4        | 5        | 6        | 7        | 8        | 9        |
| 46       | 10       | 11       | 12       | 13       | 14       | 15       | 16       |
| 47       | 17       | 18       | 19       | 20       | 21       | 22       | 23       |
| 48       | 24       | 25       | 26       | 27       | 28       | 29       | 30       |

| Dezember | Dezember | Dezember | Dezember | Dezember | Dezember | Dezember | Dezember |
| Kw       | Mo       | Di       | Mi       | Do       | Fr       | Sa       | So       |
| -------- | -------- | -------- | -------- | -------- | -------- | -------- | -------- |
| 49       | 1        | 2        | 3        | 4        | 5        | 6        | 7        |
| 50       | 8        | 9        | 10       | 11       | 12       | 13       | 14       |
| 51       | 15       | 16       | 17       | 18       | 19       | 20       | 21       |
| 52       | 22       | 23       | 24       | 25       | 26       | 27       | 28       |
| 1        | 29       | 30       | 31       |          |          |          |          |

## Ereignisse

### Politik und Weltgeschehen

#### Entdeckungsfahrten

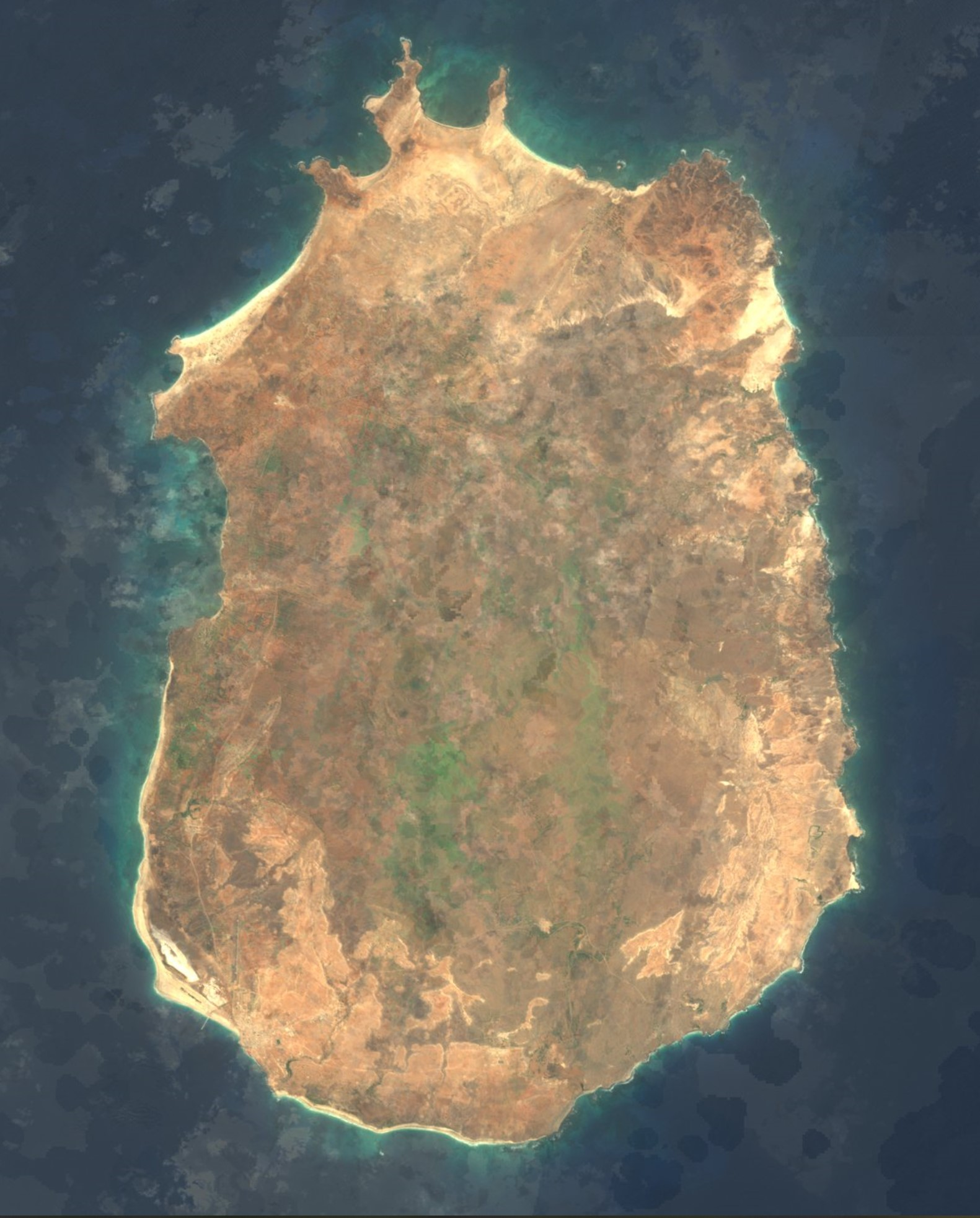
Satellitenbild von Maio

- 1. Mai: Portugiesische Seefahrer entdecken die kapverdische Insel Maio. Aufgrund divergierender Reiseberichte lässt sich allerdings nicht mehr eindeutig rekonstruieren, ob die Insel von dem in portugiesischem Auftrag reisenden Genueser Antonio de Noli entdeckt wurde, oder ob es sich um Erkundungsfahrten von Diogo Dias und Diogo Gomes handelt. Es folgt die Erstbesiedlung der kapverdischen Inseln und Beginn der Kreolisierung in der Kolonialgeschichte. Im gleichen Jahr wird auch die Insel Santiago entdeckt.
- Auch nach dem Tod Heinrichs des Seefahrers am 13. November werden die portugiesischen Seereisen und Entdeckungsfahrten weitergeführt.

#### Rosenkriege in England
- 26. Juni: Das im Vorjahr exilierte Oberhaupt des Hauses York Richard Plantagenet, 3. Duke of York, landet mit seinen Söhnen und Richard Neville, 16. Earl of Warwick, bei Sandwich in der Grafschaft Kent. Sie marschieren auf London, das sie am 2. Juli kampflos einnehmen.

- 10. Juli: Die Schlacht von Northampton bedeutet einen entscheidenden Wendepunkt in den Rosenkriegen in England zugunsten des Hauses York. Richard Neville, 16. Earl of Warwick, und Edward, Earl of March schlagen mit ihrem Heer die königlichen Truppen. Zahlreiche Vertreter des Hauses Lancaster kommen in der Schlacht ums Leben, König Heinrich VI. gerät in Gefangenschaft.
- 31. Oktober: Der im Tower of London gefangengesetzte Heinrich VI. ernennt Richard Plantagenet, 3. Duke of York, anstelle seines eigenen Sohns Edward zu seinem Erben und Nachfolger. Königin Margaret übernimmt in der Folge für ihren Mann und ihren Sohn die Führung des Hauses Lancaster im Kampf gegen das Haus York.

- 30. Dezember: Margarets Heerführer Henry Beaufort, 2. Duke of Somerset, siegt in der Schlacht von Wakefield über die Yorkisten, deren Anführer in der Schlacht ums Leben kommen. Einer der Toten ist auch Thronprätendent Richard Plantagenet. Dessen 18-jähriger Sohn Edward, Earl of March, übernimmt die Führung des Hauses York.

#### Heiliges Römisches Reich

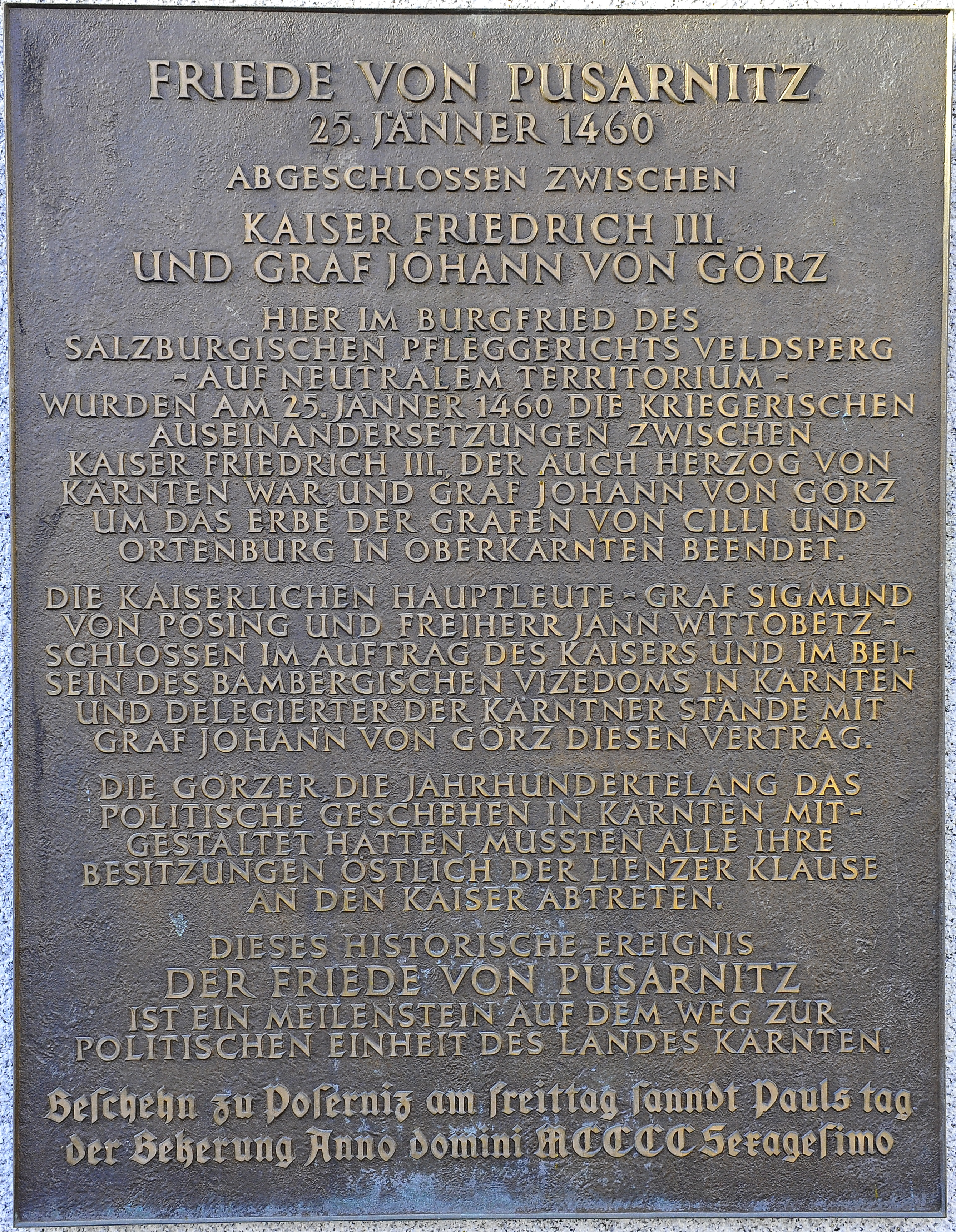
Gedenktafel in Pusarnitz, Marktgemeinde Lurnfeld

- 25. Januar: Der Frieden von Pusarnitz beendet den Erbfolgekrieg um das Cillier Erbe zwischen Kaiser Friedrich III. und dem Grafen Johann von Görz. Johann muss auf den Erwerb der Grafschaften Ortenburg und Sternberg verzichten und zusätzlich allen seinen Besitz östlich der Lienzer Klause an Friedrich III. abtreten.
- 29. Februar: Herzog Albrecht III. von Bayern-München stirbt an der Gicht. Zuvor hat er noch angeordnet, dass die beiden ältesten Söhne im Herzogtum herrschen sollen. Da Albrechts zweiter Sohn Ernst jedoch am gleichen Tag stirbt, regiert sein ältester Sohn Johann IV. gemeinsam mit dem dritten Sohn Siegmund. Der Münchner Burgfrieden wird im gleichen Jahr neu vermessen und am 24. Oktober durch die beiden Herzöge schriftlich verbrieft.
- 17. März: Die Schlacht am Buchenberg zwischen Schweizer Söldnern und den Soldaten des Fürststifts Kempten endet mit einem Sieg der Eidgenossen. Der Fürstabt wird wenige Tage später vom Klosterkonvent abgesetzt. Das Kloster Kempten bezahlt den Sold der Schweizer und ersetzt alle übrigen Kosten des Kriegszuges.
- Nachdem sich die Ritterschaft 1459 nicht über die Nachfolge des kinderlos verstorbenen Grafen bzw. Herzog Adolf VIII. von Holstein und Schleswig einigen kann und damit die Regentschaft über das Herzogtum Schleswig und die Grafschaft Holstein zunächst ungeklärt bleibt, greift König Christian I. von Dänemark ein und ruft eine Versammlung in Ripen ein, wo er am 2. März zum Landesherren gewählt wird. Am 5. März wird dann der Vertrag von Ripen erstellt, der etliche Gesetze und Verordnungen enthält. Die wichtigste Aussage stellt die Passage über die Unteilbarkeit von Schleswig und Holstein dar, die später die Legitimation des Deutsch-Dänischen Krieges werden wird. Darin heißt es: „dat se bliven ewich tosamende ungedelt“ (dass sie ewig ungeteilt zusammenbleiben). Dieser Satz inspiriert das 1841 in einem Gedicht geprägte „op ewig ungedeelt“ (auf ewig ungeteilt).
- Der im Vorjahr begonnene Bayerische Krieg scheint ein rasches Ende zu finden: Ludwig der Reiche von Bayern-Landshut dringt weit in das Land von Albrecht Achilles von Ansbach ein, und dieser muss die Gebietsabtretung in der sogenannten Rother Richtung akzeptieren.
- Die Schweizer Eidgenossen erobern den Thurgau und verwalten ihn als Gemeine Herrschaft mehrerer Orte. Die Grafschaft Sargans wird ebenfalls Gemeine Herrschaft in der Alten Eidgenossenschaft.
- Dossenheim kommt zurück zur Kurpfalz.

#### Amerika
- Dem Inka-Heerführer Cápac Yupanqui, Bruder des Herrschers Pachacútec Yupanqui, gelingt die Unterwerfung der Huanca in Junín.
- um 1460: Die Totonaken werden von den Azteken unterworfen und tributpflichtig gemacht.

### Wirtschaft
- Die Prägung der in ihrem Feinsilbergehalt stark verminderten Schinderlinge wird beendet, womit auch die erste offene Inflation im deutschen Raum endet.

### Wissenschaft und Technik
- 4. April: In Frankreich wird auf Anregung von Herzog Franz II. der Bretagne mit Päpstlicher Bulle die Universität Nantes gegründet.
- 4. April: In Basel erfolgt die Gründungsfeier für die Universität Basel, die älteste Hochschule der Schweiz. Den Betrieb nimmt die Universität am Folgetag auf. Erster Rektor ist der von Fürstbischof Johann von Venningen eingesetzte Dompropst Georg von Andlau. Ursprünglich verfügt die Universität Basel über vier Fakultäten – und zwar jene der Artisten, eine medizinische, eine theologische und eine juristische.

### Kultur und Religion
- Die Benediktinerabtei Ellwangen wird in ein weltliches Chorherrenstift mit einem Fürstpropst und einem Stiftskapitel umgewandelt.

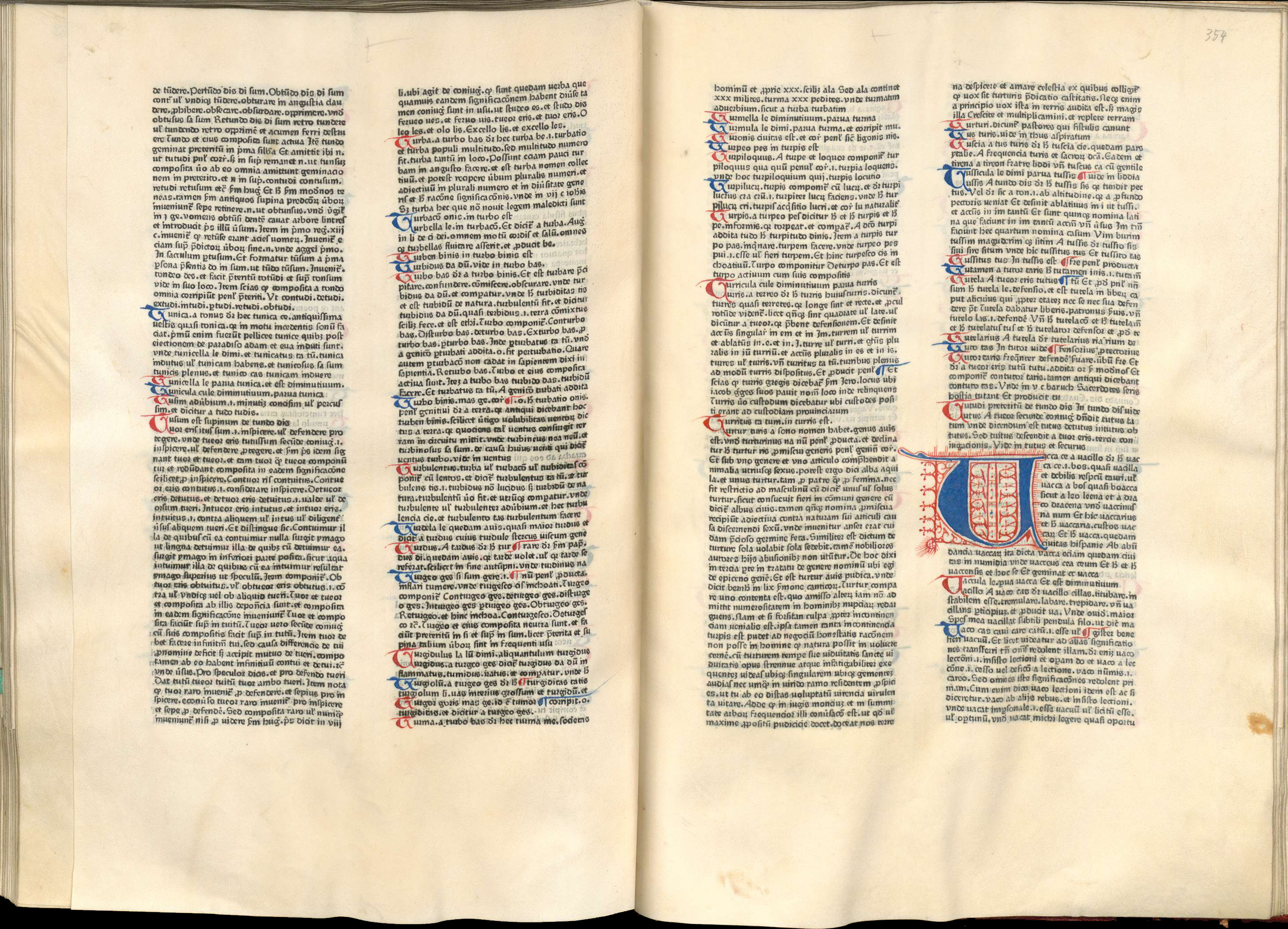
Zwei Seiten des Catholicon (1460) (Bayerische Staatsbibliothek)

- Der Mainzer Druck des Catholicon verwendet die neu entwickelte Gotico-Antiqua-Schrift.
- um 1460: Das Sachsenheim-Gebetbuch entsteht.

## Geboren

### Geburtsdatum gesichert
- 03. Mai: Raffaele Riario, italienischer Kardinal, Kunstmäzen († 1521)
- 08. Mai: Friedrich II., Markgraf von Brandenburg-Ansbach und Brandenburg-Kulmbach († 1536)
- 01. Juni: Enno I., deutscher Graf von Ostfriesland († 1491)
- 30. Juni: Cecily Bonville, 7. Baroness Harington, englische Adelige († 1529)
- 21. August: Ludovico Gonzaga, Bischof von Mantua († 1511)
- 20. September: Louis II. de La Trémoille, französischer Adliger, Feldherr († 1525)

### Genaues Geburtsdatum unbekannt
- Georges d’Amboise, französischer Adliger, Erzbischof von Rouen, Kardinal († 1510)
- Pier Jacopo Alari Bonacolsi, italienischer Bildhauer († 1528)
- Magdalena von Brandenburg, deutsche Adlige, Gräfin von Hohenzollern († 1496)
- Dietrich von Bülow, deutscher Bischof von Lebus († 1523)
- Lorenzo Costa der Ältere, italienischer Maler († 1535)
- Wilm Dedeke, deutscher Maler († 1528)
- Elia ben Moses Abba Delmedigo, jüdischer Religionsphilosoph († 1497)
- Meister von Frankfurt, flämischer Maler († 1533)
- Hans Fyoll, deutscher Maler († 1531)
- Francesco del Giocondo, florentinischer Händler († 1539)
- Heinrich IV., deutscher Adliger, Fürst von Braunschweig-Grubenhagen († 1526)
- Jakob Heller, deutscher Patrizier, Ratsherr, Bürgermeister von Frankfurt am Main († 1522)
- Anna von Isenburg-Büdingen, deutsche Adlige, Gräfin von Hanau-Lichtenberg († 1522)
- Ludwig Juppe, deutscher Plastiker, Bildschnitzer († 1538)
- Alonso Manso, spanischer Bischof († 1539)
- Pedro Navarro, spanischer Militärkommandant, Konstrukteur († 1528)
- Wilhelm Pleydenwurff, deutscher Maler, Holzbildhauer († 1494)
- Johann Schenk zu Schweinsberg, deutscher Adliger, kaiserlicher Rat, Reichsrat, Marschall († 1506)
- Andrea Solari, italienischer Maler († 1524)
- Fadrique Álvarez de Toledo, spanischer Adliger, 2. Herzog von Alba († 1531)
- Viktorin Kornel ze Všehrd, tschechischer Adliger, Jurist, Autor, Dekan der Prager Universität († 1520)

### Geboren um 1460
- zwischen 1460/1466: Behzād, persischer Gelehrter, Maler († 1535)
- 1460/61: Elisabeth von Weida, Äbtissin des freien weltlichen Stiftes Gernrode und Frose († 1532)
- Rodrigo de Bastidas, spanischer Konquistador († 1527)
- Paul Heinrich von Blankenfelde, deutscher Handelsherr, Münzmeister († 1532)
- Antoine Bohier Du Prat, französischer Erzbischof von Bourges, Kardinal († 1519)
- Antoine Brumel, französischer Komponist, Sänger und Kleriker († nach 1515)
- Benedetto Buglioni, italienischer Bildhauer († 1521)
- Giovanni Battista Cima, italienischer Maler († 1517/18)
- Gaspar da Gama, polnisch-jüdischer Kaufmann und Spion des Herrschers von Goa, später Übersetzer in portugiesischen Diensten († 1516 oder später)
- Gerard David, niederländischer Maler († 1523)
- Hans Fries, Schweizer Maler († um 1520)
- Řehoř Hrubý z Jelení, tschechischer Schriftsteller, Übersetzer und Humanist († 1514)
- Johann II., schlesischer Herzog von Oppeln und Ratibor († 1532)
- Hans Leu der Ältere, Schweizer Maler († 1507)
- Thomas Linacre, englischer Arzt, Mathematiker, Gelehrter († 1524)
- Bastiano Mainardi, italienischer Maler († 1513)
- Jakob Mennel, österreichischer Autor, Genealoge, kaiserlicher Rat († 1526)
- Marbriano de Orto, frankoflämischer Komponist, Chansonnier († 1529)
- Konstantin Iwanowitsch Ostroschski, litauisch-ruthenischer Fürst, Feldherr († 1530)
- Lukáš Pražský, tschechischer Autor, Bischof († 1528)
- Marx Reichlich, Südtiroler Maler († 1520)
- Andrea Sansovino, italienischer Bildhauer († 1529)
- Paul Scriptoris, deutscher Franziskaner, Theologe († 1505)
- John Skelton, englischer Dramatiker († 1529)
- Lopo Soares de Albergaria, portugiesischer Seefahrer und dritter Gouverneur von Portugiesisch-Indien († um 1520)
- Johannes Stabius, österreichischer Humanist, Naturwissenschaftler, Historiograph († 1522)
- Henricus Stephanus, französischer Buchdrucker († 1520)
- Nicolas Vaux, englischer Peer und Politiker († 1523)
- Johannes Widmann, deutscher Mathematiker († nach 1498)

## Gestorben

### Januar bis Juli
- 14. Januar: Adelheid von Plassenberg, Äbtissin des Klosters Himmelkron
- 14. Februar: Wladislaus, Herzog von Teschen sowie Herzog des königlichen Anteils von Glogau mit Guhrau, Köben und halb Beuthen (* um 1420)
- 29. Februar: Albrecht III., Herzog von Bayern-München (* 1401)
- 31. März: Heinrich Laufenberg, deutscher Priester, Dichter und Sachbuchautor (* um 1390)
- 21. April: Fernando Álvarez de Toledo, 1. Graf von Alba, kastilischer Adeliger (* 1390)
- 29. Mai: Bolko V., Herzog von Oppeln, Klein Glogau, Falkenberg und Strehlitz, Anhänger der Hussiten (* um 1400)
- 28. Juni: Johannes Lamside, deutscher Theologe und Magister der freien Künste
- 10. Juli: John Beaumont, 1. Viscount Beaumont, englischer Adeliger, Haus Lancaster (* um 1409)
- 10. Juli: William Lucy, englischer Ritter, Haus Lancaster (* um 1404)
- 10. Juli: Humphrey Stafford, 1. Duke of Buckingham, englischer Adliger, Haus Lancaster (* 1402)
- 10. Juli: John Talbot, 2. Earl of Shrewsbury, englischer Adliger und Soldat, Haus Lancaster (* um 1413)
- Juli: Ranuccio Farnese il Vecchio, italienischer Condottiere und Feudalherr, Herr von Montalto, Latera, Farnese, Ischia, Valentano und Cellere; Senator in Rom und Graf von Piansano (* 1390)

### August bis Dezember
- 03. August: James II., König von Schottland (* 1430)
- 11. August: Heymericus de Campo, niederländischer Scholastiker (* um 1395)
- 20. September: Gilles Binchois, franko-flämischer Komponist, Dichter und Kleriker (* um 1400)
- 25. September: Katharina von Hanau, deutsche Adlige (* 1408)
- 25. Oktober: Luís Alimbrot, flämischer Maler (* um 1410)

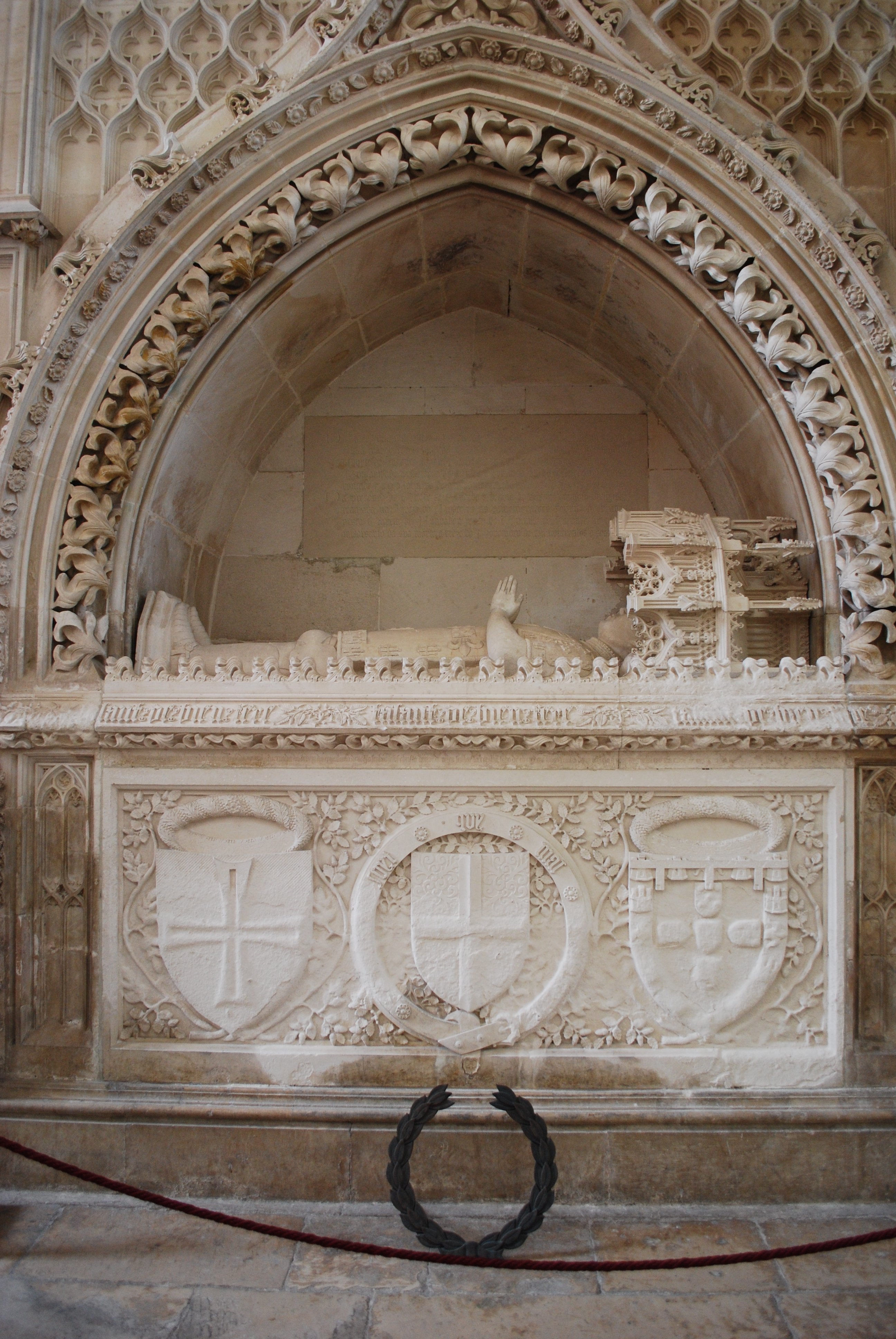
Grab Heinrichs des Seefahrers

- 13. November: Heinrich der Seefahrer, portugiesischer Adliger, Infant von Portugal, Initiator, Schirmherr und Auftraggeber der ersten portugiesischen Entdeckungsreisen (* 1394)
- 20. November: Ulrich von Eyczing, Begründer des Mailberger Bundes (* vor 1398)
- 04. Dezember: Guarino da Verona, italienischer Gelehrter und Humanist (* 1374)
- 30. Dezember: Thomas Harrington, englischer Ritter, Haus York (* 1400)
- 30. Dezember: Thomas Neville, englischer Ritter, Haus York (* um 1429)
- 30. Dezember: Richard Plantagenet, 3. Duke of York, englischer Adliger, Oberhaupt des Hauses York während der Rosenkriege (* 1411)
- 30. Dezember: Edmund, Earl of Rutland, englischer Adliger, Lord Chancellor of Ireland, Haus York (* 1443)
- 31. Dezember: Richard Neville, 5. Earl of Salisbury, englischer Adliger, Führer der Yorkisten (* 1400)

### Genaues Todesdatum unbekannt
- Francesco II. Acciaiuoli, Herzog von Athen
- Alram II., deutscher Adliger, Graf von Ortenburg
- Lluís Dalmau, katalanischer Maler (* um 1400)
- Israel Isserlein, deutscher Rabbiner und Autor (* 1390)
- Matthias Louda von Klumtschan, böhmischer Junker, Heeresführer und Diplomat
- Fernão Lopes, portugiesischer Historiker (* um 1380)
- Nikolaus von Pelgrims, böhmischer Bischof, Chroniker und Diplomat, Anhänger der Taboriten (* 1385)

### Gestorben um 1460
- Gonçalo Velho Cabral, portugiesischer Entdecker (* um 1400)
- Petr Chelčický, tschechischer Laientheologe und Reformator (* um 1390)
- Mose Rieti, jüdischer Arzt, Dichter und Rabbiner in Rom (* 1388)